# Paulin (Dordogne)
Paulin – miejscowość i gmina we Francji, w regionie Nowa Akwitania, w departamencie Dordogne.
Według danych na rok 1990 gminę zamieszkiwało 258 osób, a gęstość zaludnienia wynosiła 23 osób/km² (wśród 2290 gmin Akwitanii Paulin plasuje się na 921. miejscu pod względem liczby ludności, natomiast pod względem powierzchni na miejscu 986.).